# 1989年伊朗憲法公民投票
1989年7月28日，伊朗舉行了一次憲法公民投票，總統選舉也在同時舉行。公投結果顯示97.6%選民投了支持票，憲法公投獲得通過，這是《伊朗伊斯蘭共和國憲法》第一次和唯一一次作出的修改。憲法第5條、第107條、第109條及第111條被修改，並新增第176條，取消了最高領袖必須是瑪爾扎（「模範楷模」，什葉派的權威人物）的規定，廢除總理一職，成立最高國家安全委員會。

## 背景
1989年4月24日，最高領袖霍梅尼在病榻上委任了一個由25人組成的憲法改革委員會（又稱修憲議會）。該議會指定阿里·哈梅內伊為霍梅尼的最高領袖繼承人，又草擬了多項憲法修改。由於伊朗的穆智台希德（伊斯蘭學者）及瑪爾扎對教法學家統治的理念反應冷淡，哈梅內伊也不是瑪爾扎，因此憲法當中伊朗最高領袖必須是「主要的法基赫（伊斯蘭教法學的專家）」的規定遭到移除。
憲法改革委員會提出的修改包括：
- 將國會的名稱由「梅利馬吉里」改為「伊斯蘭馬吉里」。
- 將伊朗专家会议議員增加至86人。
- 授予專家議會可以每年至少舉行一次會議，以確認最高領袖在「生理和心理上適合履行其艱鉅的職責」。
- 將國家利益委員會納入議會機制，其議員由最高領袖任命，包括政府、軍方、情報機關及憲法監督委員會的代表。

修改方案在1989年7月28日獲得選民通過寫入憲法。

## 憲法改革委員會議員
憲法改革委員會議員在1989年修改伊朗憲法，他們是由最高領袖霍梅尼任命，包括：
- 阿巴斯-阿里·阿米德·贊賈尼（Abbas-Ali Amid Zanjani）
- 易卜拉欣·阿米尼（Ebrahim Amini）
- 艾哈邁德·阿扎里-戈米（Ahmad Azari-Ghomi）
- 阿薩多拉·巴亞特-贊賈尼（Asadollah Bayat-Zanjani）
- 穆罕默德·埃馬米-卡沙尼（Mohammed Emami-Kashani）
- 哈桑·哈比比（Hassan Habibi）
- 納傑夫戈利·哈比比（Najafgholi Habibi）
- 侯賽因·哈希米安（Hossein Hashemian）
- 阿克巴爾·哈什米·拉夫桑賈尼
- 艾哈邁德·詹納提（Ahmad Jannati）
- 邁赫迪·卡魯比（Mehdi Karroubi）
- 阿里·哈梅內伊（副主席）
- 哈迪·哈梅內伊（Hadi Khamenei）
- 阿布卡西姆·卡扎利（Abolghasem Khaz'ali）
- 穆罕默德-禮薩·馬赫達維·卡尼（Mohammad-Reza Mahdavi Kani）
- 阿里·梅什基尼（Ali Meshkini，主席）
- 邁赫迪·穆罕默迪-吉拉尼（Mehdi Mohammadi-Gilani）
- 穆罕默德·穆明（Mohammad Momen）
- 米爾-侯賽因·穆薩維
- 阿卜杜勒-卡里姆·穆薩維·阿德比利（Abdul-Karim Mousavi Ardebili）
- 穆罕默德·穆薩維·霍伊尼哈（Mohammad Mousavi Khoeiniha）
- 阿卜杜拉·努里（Abdollah Nouri）
- 哈桑·塔赫里·霍拉姆阿巴迪（Hassan Taheri-Khorramabadi）
- 穆罕默德-禮薩·塔瓦索里（Mohammad-Reza Tavassoli）
- 穆罕默德·亞茲迪（Mohammad Yazdii）

## 結果
| 選項      | 票數       | %    |
| --------- | ---------- | ---- |
| 支持      | 16,025,459 | 97.6 |
| 反對      | 398,867    | 2.4  |
| 白票/無效 | 32,445     | -    |
| 總數      | 16,456,771 | 100  |
| 來源：    |            |      |

## 註腳
1. ↑  Mallat 2004，第106頁
2. ↑  Marty & Appleby 1996，第99頁
3. ↑  Ehteshami 1995，第38頁
4. ↑  Roy 2004，第85頁
5. ↑  Rajendra, Kaplan & Rajendra 2003，第29頁
6. ↑  Arjomand 2009，第38頁
7. ↑  Abrahamian 2008，第182頁
8. ↑  . ICL.   [2011-12-01]. （原始内容存档于2020-12-10） （英语）.
9. ↑  Ehteshami 1995，第34頁